# Acianthera cerberus
Acianthera cerberus é  uma espécie de orquídea (Orchidaceae) que existe na Bolívia. Pertence à secçãoSicaria, subseção Sicaria do gênero Acianthera, caracterizado plantas de crescimento cespitoso, com caules secundários, também chamados ramicaules, com a secção superior triangular, mais largos junto a folha que na base, inflorescênciasubséssil com poucas ou muitas flores, segmentos florais frequentemente espessos, ou levemente pubescentes ou papilosos, em um grupo composto por plantas mais fibrosas e resistentes, com ramicaule canaliculado, sem asas ou com asas estreitas, cuja folha não parece uma continuação do ramicaule, ou seja, a ligação entre os dois é clara. Esta espécie distingue-se das demais ser a única com ramicaule com asas estreitas, pouco comprimido no ápice; sépalas de interior liso; folha de base cuneada; labelo de margens convexas e lobos laterais próximos da base, eretos e denticulados.

## Publicação e sinônimos
- Acianthera cerberus (Luer & R.Vásquez) Pridgeon & M.W.Chase, Lindleyana 16: 242 (2001).

Sinônimos homotípicos:
- Pleurothallis cerberus Luer & R.Vásquez, Phytologia 46: 360 (1980).